# 요한 루돌프 글라우버

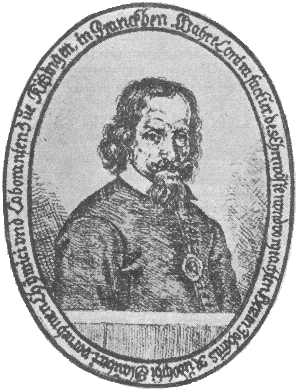

요한 루돌프 글라우버(독일어: Johann Rudolf Glauber, 1604년 3월 10일 독일 카를슈타트암마인 ~ 1670년 3월 10일 네덜란드 암스테르담)는 독일, 네덜란드의 화학자이며 화학공업가이다.
독일 바이에른주의 카를슈타트암마인에서 이발사의 아들로 태어났다. 21세 때 고아가 되었는데, 발진티푸스에 걸린 것이 계기가 되어 화학자의 길을 걷게 되었다. 1646년 암스테르담으로 이주, 훌륭한 실험실을 만들어 놓고 황산·질산·염산·왕수 (王水) 등의 제조를 시도하였으며, 주요 저서 《새로운 철학적 난로》를 저술하였다. 특히 식염과 황산으로부터 염산을 만드는 방법은 오랫동안 비밀로 되어 있었던 것이다.
한편, 그때 생기는 황산소다는 오늘날에도 '글라우버염'이라고 불리고 있다. 그는 또 많은 화학기구, 노(爐)의 개량, 유리제 깔대기, 기계적 교반기 (攪拌器) 등 장치의 대규모화를 도모하였다. 다시금 그는 산류를 정해진 농도와 순도 (純度)를 일정하게 하여 대량 판매를 하였다. 그런 의미로 화학공업가였다. 1654년, 많은 의약을 만들었으며, 그것을 책으로 저술하였다. 그는 연금술을 믿었고, 파라셀수스의 영향을 받았다. 1656년의 《독일의 번영》에서는 연금술을 써서 광산에서 나온 원료로 산업을 진흥시킬 필요성을 호소하였다. 만년에 약품 중독에 걸려 66세로 사망하였다.